# ماساشی اندو
ماساشی اندو (انگلیسی: Masashi Endō؛ زادهٔ ۲ آوریل ۱۹۷۴) بازیگر اهل ژاپن است.